# Octobaix
L'octobaix és un instrument musical inventat a finals de 1849 pel francès Jean Baptiste Vuillaume. Pertany a la família d'instruments de corda fregada. L'octobaix és un instrument que produeix els sons musicals més greus de tot l'espectre audible per l'ésser humà i, per tant, de tots els instruments existents en el món. Les seves 3 cordes produeixen sons dues octaves per sota de les que pot produir el contrabaix.
Com tots els instruments de corda fregada, excepte el contrabaix, s'afina per cinquenes ascendents.
L'afinació d'aquest instrument és: la primera en D1, la corda intermèdia en G0, i l'última en C0. Aquesta última corda té el Do (C) més greu que existeix, pel que d'alguna manera representa l'inici de l'espectre audible humà.
A la Universitat de Mòdena es va gravar una demostració de l'octabaix amb fins educatius, on s'explica la seva relació amb la família dels instruments de corda fregada.

## Octobaixos al món
- L'Orquestra Simfònica de Mont-Real posseeix l'únic octabaix en condicions de funcionament en el món.[2]
- A la Cité de la Musique de París tenen l'original construït per Vuillaume.[3]
- Al MIM de Phoenix (Musical Instrument Museum)[4]

## Multimèdia
- Fotografies d'un octobass